# 有明 (初春型駆逐艦)
|          | |
| 艦歴     | |
| 発注     | ①計画                                                                                                |
| 起工     | 1933年1月14日                                                                                        |
| 進水     | 1934年9月23日                                                                                        |
| 就役     | 1935年3月25日                                                                                        |
| その後   | 1943年7月28日戦没                                                                                    |
| 除籍     | 1943年10月15日                                                                                       |
| 性能諸元 | |
| 排水量   | 基準：1,400t 公試：1,680t                                                                            |
| 全長     | 109.5m                                                                                               |
| 全幅     | 10.6m                                                                                                |
| 吃水     | 3.5m                                                                                                 |
| 主缶     | ロ号艦本式缶3基                                                                                      |
| 主機     | オール・ギアードタービン2基2軸 42,000hp                                                              |
| 最大速力 | 33.4ノット(公試)                                                                                     |
| 兵員     | 205名                                                                                                |
| 兵装     | 50口径12.7cm連装砲2基4門 同単装砲1基1門 40mm単装機銃2基 61cm3連装魚雷発射管2基6門 （八年式魚雷12本） |
| 注記     | 値は特記を除き竣工時のもの                                                                           |

有明（ありあけ）は、日本海軍の駆逐艦。初春型駆逐艦の5番艦である。日本海軍の艦船名としては1905年（明治38年）竣工の春雨型駆逐艦・有明に次いで2代目。

## 概要
一等駆逐艦有明（ありあけ）は、日本海軍が神戸川崎造船所で建造した駆逐艦。
初春型駆逐艦の5番艦だが、有明型駆逐艦に類別されていた時期もある。
1935年（昭和10年）3月25日、竣工。
1941年（昭和16年）12月の太平洋戦争開戦時、引き続き第一水雷戦隊隷下の第27駆逐隊（有明、夕暮、白露、時雨）を編制していた。1942年（昭和17年）1月中旬以降、第二航空戦隊と共にアンボンやケンダリ攻略作戦を支援した。5月上旬、五航戦と共に珊瑚海海戦を戦う。6月上旬、ミッドウェー作戦（主力部隊護衛）に従事する。
7月以降、第27駆逐隊は第四水雷戦隊に転籍した。ナウル島攻略作戦、ガダルカナル島の戦い（駆逐艦輸送作戦）に従事した。12月26日、有明は駆逐艦卯月を曳航中に空襲を受けて損傷する。
1943年（昭和18年）1月中旬以降、有明は佐世保で修理をおこなった。2月中旬に修理完了、以後は日本本土～トラック泊地～ラバウル間の護衛任務に従事する。
7月27日、有明と駆逐艦三日月はニューブリテン島のラバウルから同島中部西端のツルブへ輸送作戦をおこない、グロスター岬で2隻とも座礁する。7月28日、B-25爆撃機の空襲で有明と三日月は撃沈された。

## 艦歴

### 太平洋戦争まで
1932年（昭和7年）12月10日、第63号駆逐艦に有明（ありあけ）の艦名が与えられ、初春型駆逐艦に類別された。当初、初春型駆逐艦は四連装魚雷発射管2基を搭載予定だったが、開発の遅れにより1番艦～4番艦までは三連装魚雷発射管3基9門とした。この年、海軍が九二式四連装魚雷発射管を採用し、有明以降の初春型は当初の計画どおり四連装2基8門となった。
1933年（昭和8年）1月14日、有明は神戸川崎造船所で起工した。しかし同年夏に同型1番艦初春と2番艦子日の公試運転で本型の復原性能が不良と判明し、建造中の4隻（若葉、初霜、有明、夕暮）は急遽バルジを増設することになった。魚雷発射管の変更や船体改良工事にともない、12月15日に有明型駆逐艦が新設された。
しかし1934年（昭和9年）3月12日に友鶴事件が発生、各艦はさらなる改修に迫られた。有明と夕暮は艦幅を変更した。上甲板の重量を減らすため魚雷は3連装2基6門に再変更され、第2砲塔の移設や艦橋の小型化など、初春に準じた変更が行われた。有明は9月23日に進水した。
11月9日、有明型駆逐艦（有明、夕暮、白露、時雨、村雨、夕立、春雨）の類別は削除され、白露型駆逐艦が新たに設けられた。有明と夕暮の類別は初春型駆逐艦に戻った。
1935年（昭和10年）3月25日、有明は竣工した。4月1日、日本海軍は有明と夕暮（舞鶴海軍工廠建造艦、3月30日竣工）により第9駆逐隊を新編した。第9駆逐隊は空母赤城単艦の第二航空戦隊に編入された。
同年9月末、第四艦隊事件が発生し、初春型や白露型はさらに改良を加えられた。
11月15日以降、第一艦隊隷下の第一水雷戦隊に所属した。
1936年（昭和11年）11月1日、白露（佐世保海軍工廠建造艦、8月20日竣工）と時雨（浦賀船渠建造艦、9月7日竣工）が第9駆逐隊に加えられ、4隻体制になった。
1938年（昭和13年）12月15日、第9駆逐隊は横須賀鎮守府から佐世保鎮守府へ転籍し、第27駆逐隊に改称した。
1939年（昭和14年）11月15日、第一艦隊・第一水雷戦隊・第27駆逐隊となる。
1940年（昭和15年）9月、第27駆逐隊は北部仏印進駐に輸送船団護衛として参加した。10月15日、吉田正一少佐が有明艦長に就任した。11月15日、第一水雷戦隊（旗艦「阿武隈」）は第6駆逐隊、第7駆逐隊、第21駆逐隊、第27駆逐隊となった。
1941年（昭和16年）7月下旬から9月上旬にかけて、有明と夕暮は佐世保海軍工廠で出師準備と修理をおこなう。この時に発射管を改造して93式酸素魚雷を搭載可能となった。

### 太平洋戦争緒戦
1941年（昭和16年）12月8日の太平洋戦争開戦時、第一水雷戦隊（司令官大森仙太郎少将）は軽巡洋艦阿武隈、第6駆逐隊、第17駆逐隊、第21駆逐隊、第27駆逐隊で編制されていた。
12月8日朝、山本五十六連合艦隊司令長官が直率する主力部隊はハワイ攻撃後に内地へ帰投中の南雲機動部隊を収容するため、瀬戸内海から出撃する。第21駆逐隊（子日、初春、初霜、若葉）と第27駆逐隊（有明、夕暮、白露、時雨）は主力部隊を護衛し、小笠原諸島近海を行動した。12月13日朝、主力部隊は桂島泊地に帰投した。
その後、南雲機動部隊本隊（第一航空戦隊、第五航空戦隊）が日本本土に接近したので、第21駆逐隊と第27駆逐隊は瀬戸内海を出撃、機動部隊との合流地点にむかった。第21駆逐隊と第27駆逐隊は機動部隊本隊を内地まで護衛した。
つづいてウェーク島攻略戦に投入されていた機動部隊別働隊が作戦を終えて本土に近づいていた。第21駆逐隊と第27駆逐隊は再び瀬戸内海を出撃、12月28日2300に別働隊に合流、翌29日1530呉に到着した。
ハワイ作戦終了後、機動部隊の各航空戦隊は分割されて各方面の作戦に従事することになり、第二航空戦隊は1942年（昭和17年）1月7日付で南方部隊に編入された。まずモルッカ諸島アンボンを攻略することになり、第二護衛隊指揮官田中頼三少将（第二水雷戦隊司令官、旗艦「神通」）が攻略の直接指揮をとった。アンボン攻略作戦を支援する母艦航空部隊は、第二航空戦隊司令官山口多聞少将が指揮する第二航空戦隊（蒼龍、飛龍）、重巡摩耶、第7駆逐隊、第27駆逐隊第2小隊（有明、夕暮）、補給部隊という編成であった。内地を出撃後、27駆2小隊は機動部隊の警戒艦としてアンボン攻略作戦、ポートダーウィン攻撃に参加した。
2月10日、27駆2小隊は機動部隊警戒隊に編入された。2月21日、南雲機動部隊はスラウェシ島スターリング湾に入港した。
蘭印作戦最終段階時、有明と夕暮は南雲機動部隊警戒隊に所属していた。
2月25日0830、南雲機動部隊はスターリング湾を出撃、インド洋に進出した。3月1日、機動部隊の護衛艦艇はオランダ商船モッドヨカード号（8,082トン）を撃沈した。機動部隊はジャワ島南方で掃討作戦を実施、3月11日スターリング湾に戻った。同日、有明と夕暮および第15駆逐隊第1小隊は警戒隊の指揮下を離れた。
その後、重巡高雄と摩耶を護衛して同湾を出発する。3月22日、内地に帰投する。佐世保で修理を行った。この修理時に舷外電路を装備した。
4月12日、連合艦隊は第五戦隊（重巡妙高、羽黒）、第五航空戦隊（空母瑞鶴、翔鶴）、第7駆逐隊、第27駆逐隊（時雨、白露、有明、夕暮）の南洋部隊（南洋部隊指揮官は第四艦隊司令長官井上成美海軍中将）編入を発令した（4月18日付で実施）。南洋部隊はポートモレスビー攻略作戦（ＭＯ作戦）を発動し、第四艦隊司令長官の麾下に第五戦隊司令官高木武雄少将を指揮官とするＭＯ機動部隊が編成された。ＭＯ機動部隊は、第五戦隊、第五航空戦隊、駆逐艦5隻（時雨、白露、有明、夕暮、潮、曙）、油槽艦（東邦丸）で編成されていた。
当時の五航戦はインド洋作戦を終えて内地へ帰投中であり、第27駆逐隊は佐世保にいた。第27駆逐隊は台湾馬公市への進出および同地で五航空戦と合流するよう命じられ、佐世保を出発する。4月18日0820、第27駆逐隊は東京空襲の速報に接した（ドーリットル空襲）。五航戦と第27駆逐隊は南雲機動部隊に編入される。翌19日、6隻（五航戦、第27駆逐隊）は米軍機動部隊（ホーネット、エンタープライズ）追撃のため馬公から出撃したが、同日1930に南洋部隊への復帰を命じられた。4月25日夕刻、五航戦と27駆はトラック泊地に到着した。
5月初旬、第27駆逐隊はＭＯ機動部隊としてポートモレスビー攻略作戦に参加した（海戦に至る経緯と経過は当該記事を参照）。5月1日、ＭＯ機動部隊はトラック泊地を出撃する。5月7日に有明はインディスペンサブル礁に不時着した翔鶴偵察機（九七式艦上攻撃機2機）救助のため分離し、5月8日の対空戦闘には参加していない。吉田（当時、有明駆逐艦長）の証言によれば、有明は瑞鶴の直衛艦として対空戦闘を行ったとする。
この海戦により、空母翔鶴が中破した。
5月17日、第27駆逐隊は南洋部隊・ＭＯ機動部隊から外れ、3隻（時雨、白露、有明）で第五戦隊の重巡妙高と羽黒を護衛しトラック泊地を出港、内地に向かった。
22日、第五戦隊と第27駆逐隊は呉に帰投した。
ミッドウェー島攻略を目指すミッドウェー作戦において、第27駆逐隊は連合艦隊司令長官山本五十六大将（連合艦隊旗艦「大和」）と第一艦隊司令長官高須四郎長官が指揮する主力部隊に所属した（海戦に至る経過と経緯詳細は、当該記事を参照）。主力部隊は山本長官直率の主隊と、高須長官を指揮官とする警戒部隊に分れており、第27駆逐隊のうち有明は主隊に所属していた。
山本長官直率の主隊は、第一戦隊（大和、陸奥、長門）、空母隊（鳳翔、夕風）、水雷戦隊（軽巡川内、第11駆逐隊、第19駆逐隊）、特務隊（千代田、日進）、第一補給隊（有明、鳴戸、東栄丸）という編成だった。吉田艦長の証言によれば、有明は空母鳳翔を護衛したとする。
5月29日、主力部隊は内海西部を出撃した。ミッドウェー海戦は日本海軍の大敗で終わり、同作戦は6月6日に中止された。6月中旬、主力部隊はそれぞれ内地に帰投した。
7月14日、ミッドウェー海戦後の大幅な艦隊再編で、第一水雷戦隊に所属していた第27駆逐隊は第二艦隊隷下の第四水雷戦隊に転籍した。この時点での第四水雷戦隊（司令官高間完少将）は、軽巡洋艦由良、第2駆逐隊（村雨、五月雨、夕立、春雨）、第9駆逐隊（朝雲、峯雲、夏雲）、第27駆逐隊（時雨、白露、有明、夕暮）であった。

### 中部太平洋諸島での行動
1942年（昭和17年）8月7日、連合軍はフロリダ諸島とガダルカナル島に上陸、ガダルカナル島の戦いがはじまる。第二艦隊司令長官近藤信竹海軍中将（旗艦「愛宕」）指揮下の前進部隊（第四戦隊、第五戦隊、戦艦陸奥、第四水雷戦隊、水上機母艦千歳など）は8月11日から12日にかけて日本本土を出撃、17日トラック泊地に到着した。
8月17日のアメリカ軍によるマキン奇襲上陸を受けて、一度攻略中止となっていたナウル島およびオーシャン島が再び俎上に載せられた。ガダルカナル戦の関係から両島の飛行艇基地は敵に使わせてはならず、また両島に航空基地を確保する必要もあった。
「有明」は8月20日にトラック出港。翌日「有明」と「夕暮」がナウル島とオーシャン島に対する艦砲射撃を命じられ、8月22日に「有明」がナウル島を、「夕暮」がオーシャン島を砲撃した。その後2隻はヤルート環礁へ向かった。続いて両島の攻略が行われた（CD作戦）。「有明」は8月23日にヤルートに着くと翌日出撃し、8月25日に同艦の陸戦隊はナウルに上陸した。上陸に際し抵抗はなく、翌日には島内の掃蕩を完了し、「有明」は交代部隊の到着まで島を確保した。8月28日に交代部隊が到着すると翌日「有明」は出港し、ヤルートへ向かった。

### ガダルカナル島の戦い
オーシャン方面で行動中の8月27日、有明と夕暮は外南洋部隊（指揮官三川軍一第八艦隊司令長官）に編入された。9月4日早朝以降、増援部隊は夕立隊（夕立、初雪、叢雲）、浦波隊（浦波、敷波、有明）、川内隊（川内、海風、江風、涼風）にわかれてショートランド泊地を出撃してガダルカナル島へ進撃し、青葉支隊と一木支隊の一部（合計約1000名）を揚陸した。夕立隊は米軍輸送駆逐艦2隻を撃沈した。
9月6日朝、ガダルカナル島南東に連合軍輸送部隊が出現し、夜襲部隊（浦波、敷波、夕立、有明）は急遽出撃してルンガ泊地に進撃したが、接敵できなかった。
10月中旬、日本海軍は優秀貨物船6隻（佐渡丸、九州丸、吾妻山丸、南海丸、笹子丸、崎戸丸）によるガダルカナル島輸送作戦を企図し、第四水雷戦隊司令官高間完少将指揮下の駆逐艦（秋月〔四水戦旗艦〕、第2駆逐隊、第27駆逐隊）が護衛することになった。有明は甲護衛隊（村雨、五月雨、春雨、夕立、有明）に区分されていた。各部隊は10月12日から13日かけてラバウルもしくはショートランド泊地を出撃、14日夜にガダルカナル島に到達、深夜には揚陸を開始した。護衛隊の駆逐艦はサボ島やラッセル諸島周辺を警戒した。
10月15日朝になると米軍機の空襲がはげしくなり、輸送船3隻（笹子丸、九州丸、吾妻山丸）を失った。有明は最初に荷役を終えた南海丸を護衛し、16日0530ショートランド泊地に帰着した。四水戦各艦と輸送船も、同日0830に帰着した。連合軍機は揚陸地点に空襲と艦砲射撃を加え、軍需資材は大部分が焼き払われてしまった。
10月17日から18日にかけて、外南洋部隊増援部隊は全力でガ島輸送を実施した。輸送部隊は、増援部隊指揮官直率の軽巡戦隊（川内、由良、龍田）、四水戦司令官（旗艦「秋月」）が指揮する水雷戦隊（第1小隊〈秋月、朝雲、白雪、暁、雷〉、第2小隊〈村雨、夕立、春雨、五月雨〉、第3小隊〈浦波、敷波、綾波〉、第4小隊〈有明、白露、時雨〉）に区分されていた。由良が潜水艦に雷撃されて小破したのみで、輸送作戦は成功した。
ヘンダーソン飛行場に対する日本陸軍の総攻撃に関連して、有明は外南洋部隊増援部隊のうち甲増援隊（津軽、龍田、時雨、有明）に区分されていた。甲増援隊の任務は「津輕、龍田及駆逐艦約二隻ハ約一個大隊ヲ「ショートランド」ヨリ「ガ」島ニ輸送、「ガ」島飛行場陥落後ナルベク速ニ「タイボ」「コリ」岬間ノ海岸ニ揚陸セシム」であった。
10月23日から25日にかけての日本陸軍総攻撃は失敗におわる。10月25日朝、第十七軍司令官百武晴吉陸軍中将はコリ支隊（甲増援隊乗艦）に対しガダルカナル島上陸を命じた。外南洋部隊は要請に応じてガダルカナル島へ向かうが、米軍機の攻撃により軽巡由良が沈没し、秋月も中破した。26日に総攻撃は中止された。
10月29日早朝、第27駆逐隊司令瀬戸山安秀大佐が指揮する時雨と有明は、ショートランド泊地を出撃した。第十七軍参謀長宮崎周一陸軍少将と第十一航空艦隊の大前敏一参謀は、ガ島所在の第十七軍司令官と直接協議するため、この輸送に同行した。同29日夜、ガ島に到着して揚陸を開始したが、魚雷艇6隻と夜間空襲により輸送物件の一部しか揚陸できなかった。宮崎参謀長と大前参謀はガ島に上陸し、第十七軍戦闘司令所に到着した。
11月2日、外南洋部隊増援部隊は全力でガ島輸送を実施することになった。有明は四水戦司令官（旗艦「朝雲」）が指揮する甲増援隊（朝雲〔甲増援隊/四水戦旗艦〕、軽巡天龍、第2駆逐隊〈村雨、春雨、夕立〉、第27駆逐隊〈時雨、白露、有明、夕暮〉、吹雪型〈白雪、暁、雷〉）に区分されていた。11月1日夜、甲増援隊、第一攻撃隊（衣笠、川内、天霧、初雪）、乙増援隊（第19駆逐隊司令）はそれぞれショートランド泊地を出撃、11月2日深夜に悪天候に悩まされながら揚陸をおこなった。
11月4日から6日にかけて、増援部隊は再び全力でガ島輸送を実施する。今次輸送作戦でも、有明は四水戦司令官（朝雲）が指揮する甲増援隊（朝雲〔四水戦旗艦〕、第2駆逐隊〈村雨、春雨、夕立〉、第27駆逐隊〈時雨、白露、有明、夕暮〉、第8駆逐隊〈朝潮、満潮〉）に区分されていた。11月4日深夜、甲増援隊と乙増援隊はショートランド泊地を出撃する。11月5日夜、甲増援隊はガ島タサファロングの泊地に到着し、警戒隊（朝雲、村雨）の護衛下で揚陸に成功した。また甲増援隊はガ島を離れる将兵も収容しており、この中には川口清健陸軍少将も含まれていた。
ショートランド泊地への帰路で有明は機関故障を起こした。6日午前中、甲増援隊と乙増援隊はショートランド泊地に帰着する。
有明はトラック泊地に戻り、修理を行った。このため同月12-15日の第三次ソロモン海戦に参加しなかった。
11月28日、有明はトラック泊地を出発、ラバウルに戻った。
12月1日、有明と夕暮は外南洋部隊（符号、SNB）に編入された。有明はいったん外南洋部隊の支援隊に編入された。当時の支援隊（指揮官西村祥治第七戦隊司令官）は、重巡鈴谷と摩耶であった。12月3日、支援隊はショートランド泊地に進出する。同日1330、支援隊は泊地を出撃し、サンタイサベル島レカタ北方を機宜行動し、翌日泊地に戻った。その後、支援隊はカビエンに移動した。
5日、有明は外南洋部隊増援部隊に編入された。
12月7日1110、第15駆逐隊司令佐藤寅治郎大佐（海軍兵学校43期）が指揮する第三次ドラム缶輸送部隊は、ショートランド泊地を出撃した。第15駆逐隊（親潮、黒潮、陽炎）、第31駆逐隊（長波）、第4駆逐隊（駆逐隊司令有賀幸作大佐：嵐、野分）、第24駆逐隊（江風、涼風）、第17駆逐隊（谷風、浦風）および有明による、駆逐艦11隻の作戦である。往路、空襲により野分が航行不能となる。長波が野分を曳航し、嵐と有明の護衛下でショートランド泊地に戻った。米軍魚雷艇の邀撃と夜間空襲により、輸送作戦は失敗した。
12月11日から12日にかけて、有明は第四次ガ島ドラム缶輸送に参加する。外南洋部隊増援部隊指揮官（第二水雷戦隊司令官田中頼三少将）指揮下の11隻は、旗艦「照月」、第4駆逐隊（嵐）、第31駆逐隊（長波）、第24駆逐隊（江風、涼風）、第15駆逐隊（親潮、黒潮、陽炎）、第17駆逐隊（谷風、浦風）、第27駆逐隊（有明）であった。11日深夜、ガダルカナル島で揚陸作業中の輸送隊を米軍魚雷艇が襲撃し、被雷した二水戦旗艦「照月」が沈没した。12日0930、輸送部隊はショートランド泊地に帰投した。
つづいて有明はニュージョージア島ムンダへの輸送作戦に従事した。21日夜、有明と江風は輸送船宏山丸を護衛し、ムンダ泊地に到着した。この輸送作戦中、護衛艦艇は潜水艦撃沈を報告した。この潜水艦はアンバージャックであり、同艦は損傷したが作戦行動をつづけた。
12月25日夕刻、ムンダ輸送作戦中の輸送船南海丸（大阪商船、8,416トン）と護衛の駆逐艦卯月をアメリカ軍潜水艦シードラゴンが襲撃し、南海丸は被雷して損傷した。救援および対潜戦闘中の卯月に南海丸が衝突し、卯月は航行不能となった。ラバウル在泊の4隻（長波、有明、谷風、浦風）は急遽出撃、有明は卯月の曳航を開始する。26日朝、B-24爆撃機の空襲で有明は至近弾6発を受け、砲塔火災と浸水が発生、舵が故障し、戦死28名、重軽傷者60名の被害を受けた。卯月と南海丸の救援は浦風と谷風の担当となり、有明は単独でラバウルへ戻り、工作船の支援をうけて応急修理をおこなう。
29日、有明と夕暮は増援部隊から外れた。

### 昭和18年の戦い
1943年（昭和18年）1月7日、駆逐艦複数隻（磯波、電、天霧、有明、夕暮、朝潮）は、戦艦陸奥、空母瑞鶴、重巡鈴谷を護衛してトラック泊地を出発した。途中で横須賀に向かう陸奥隊とわかれ、内海西部に到着した。
有明は呉に帰投した後、1月中旬から2月中旬まで佐世保で修理と整備を行った。後部煙突前に装備していた40mm単装機銃を25mm連装機銃に換装した。
2月14日、修理完了。翌日、佐世保を出発する。21日、トラック泊地に戻った。
3月から4月中旬まで、有明はトラック泊地を拠点に船団護衛や訓練に従事した。また対潜哨戒任務にも従事した。4月下旬、有明と時雨は、航空機輸送任務をおこなう大鷹型航空母艦（大鷹、雲鷹、冲鷹）の護衛をおこなった。
5月上旬時点で、第27駆逐隊のうち白露は佐世保で修理をおこない、3隻（時雨、有明、夕暮）が健在であった。
5月6日、第四水雷戦隊司令官高間完少将は四水戦旗艦を臨時に軽巡長良から駆逐艦時雨に変更する。4隻（時雨、有明、初月、伊号第二十六潜水艦）はトラック泊地環礁外に出動し、対潜訓練をおこなった。
5月17日、古賀峯一連合艦隊司令長官と山本五十六元帥の遺骨を乗せた戦艦武蔵、第三戦隊（金剛、榛名）、空母飛鷹、第八戦隊（利根、筑摩）、第27駆逐隊（時雨、有明）、第61駆逐隊（初月、涼月）、第24駆逐隊（海風）はトラックを出発、22日横須賀に到着した。横須賀滞在中に、艦橋前に25mm連装機銃を装備したものと思われる。
6月10日、有明と夕暮はトラック泊地に向かう第二航空戦隊の空母飛鷹を護衛して横須賀を出港した。同日1853、三宅島近海でアメリカ軍潜水艦トリガーが飛鷹隊を襲撃、トリガーの魚雷2本が命中して飛鷹は大破した。横須賀在泊の軽巡洋艦五十鈴（第十四戦隊）が出動する。飛鷹は五十鈴に曳航され、12日横須賀に帰投した。
飛鷹の代艦として、第五十航空戦隊に所属していた空母龍鳳が第二航空戦隊に編入された。
6月16日、第三戦隊司令官栗田健男海軍中将の指揮下、第三戦隊（金剛、榛名）、第七戦隊（熊野、鈴谷）、空母3隻（龍鳳、大鷹、冲鷹）、軽巡五十鈴、駆逐艦複数隻（時雨、有明、夕暮、潮、曙、漣、雪風、浜風、谷風、涼風、清波、新月）は横須賀を出港する。
21日、栗田部隊はトラック泊地に到着した。
6月23日、第七戦隊司令官西村祥治少将（旗艦「熊野」）指揮下の各艦（熊野、鈴谷、新月、有明、涼風）はトラックを出発、25日ラバウルに到着した。新月はラバウルに残り、他艦はトラック泊地に戻った。

### 沈没
1943年（昭和18年）6月30日、連合軍はカートホイール作戦によりレンドバ島およびニュージョージア島に上陸を敢行、ニュージョージア島の戦いがはじまる。
7月初旬の有明は、トラック泊地を拠点に護衛任務に従事した。
7月9日早朝、駆逐艦朝凪（第二海上護衛隊）と有明は第七戦隊（熊野、鈴谷）を護衛してトラックを出撃、11日ラバウルに進出した。
同日ラバウルを出発。7月13日、有明と朝凪はトラック泊地に戻った。
7月14日、有明と朝凪はタンカー2隻（鳴戸丸、国洋丸）を護衛し、トラック泊地を出撃する。
航海中の7月15日付で、吉田正一中佐（海兵52期）の後任として川橋秋文少佐（海兵54期）を有明駆逐艦長とする人事が発令された。吉田の回想によれば、退艦日は7月9日だったという。
7月17日0515、有明船団はラバウルに到着した。
同地で長良（四水戦旗艦）と軽巡夕張と合流する。
同日1300、長良隊（長良、夕張、有明）はラバウルを出発した。ブカ島輸送をおこなった時雨と途中で合流し、長良隊はトラック泊地に戻った。この時期の有明は機関故障により28ノットしか出せなかったという。
7月19日、連合艦隊は麾下各艦（第七戦隊、鳥海、第16駆逐隊、浜風、時雨、有明、夕暮）を南東方面部隊に編入した。
7月20日、日本海軍は第四水雷戦隊を解隊し、第四水雷戦隊司令官高間完少将を第二水雷戦隊司令官に任命する。四水戦司令部および戦力を第二水雷戦隊残存兵力と統合した。先のコロンバンガラ島沖海戦で軽巡洋艦神通沈没時に第二水雷戦隊司令官伊崎俊二少将が戦死、第二水雷戦隊司令部が全滅したための措置である。
7月23日、有明と時雨はトラック泊地を出港し、25日ラバウルに到着した。27日、第30駆逐隊司令折田常雄大佐指揮下の駆逐艦三日月（第30駆逐隊）と有明はラバウルを出港、ニューブリテン島西端ツルブに向かった。三日月は輸送用駆逐艦に改造されており、物資搭載量が増えている。2隻は陸兵500名（三日月は266名）、物件50噸を搭載、大発動艇1隻を曳航していた。ラバウルからツルブまでは約260浬で、18ノットで約14時間の航程であった。出撃前の打ち合わせで、第30駆逐隊司令は潜水艦の雷撃を避けるため思い切った接岸航路で行くことを告げたという。
26ノット（有明航海長の回想によれば28ノット）でニューブリテン島の沿岸を接岸航行中、同日午後11時、2隻は同島グロスター岬近海で坐礁した。三日月は完全に行動不能になった。有明は離礁に成功したが、左舷推進軸が曲がり約10ノットしか出せなくなった。三日月から有明に物資と人員を移し、未明に有明単艦でツルブに陸兵510名、軍需品25トンを揚陸した。その後、有明は三日月の座礁現場に戻って曳航を試みたが、成功しなかった。
南東方面部隊は基地航空隊の零式艦上戦闘機を投入して、三日月と有明を掩護した。連合軍は、陸軍航空隊第5空軍第90飛行隊のB-25爆撃機約30機を投入する。B-25は反跳爆撃を敢行、有明に爆弾4発が命中した。他に至近弾多数を受ける。浸水がひどくなり、軍艦旗降下および総員退去となる。乗員が退去したあと、有明は14時40分に沈没した。
有明乗員は三日月のカッターボートや陸軍の大発動艇に救助され、52名は陸軍大発でツルブに上陸した。三日月も放棄命令が出され、乗組員は退去した。
両艦乗組員（三日月170名、有明179名）は駆逐艦秋風に移乗、有明の川橋秋文艦長を含む63名が戦死または行方不明になった（有明は戦死8、重傷11）。沈没海域は南緯5度21分 東経148度27.5分 / 南緯5.350度 東経148.4583度。
有明乗員のうちツルブに上陸していたグループは、救助にきた駆逐艦江風と松風に分乗してラバウルに向かった。
夕暮と有明は10月15日、第27駆逐隊、
初春型駆逐艦、
帝国駆逐艦籍から除籍された。
艦名は海上自衛隊のありあけ（ありあけ型護衛艦）、ありあけ（むらさめ型護衛艦）に引き継がれた。

## 歴代艦長
※『艦長たちの軍艦史』299-300頁による。

### 艤装員長
1. 天野重隆 少佐：1934年11月1日[234] - 1935年3月25日[235]

### 艦長
1. 天野重隆 少佐：1935年3月25日[235] - 1936年12月1日[236]
2. 榎尾義男 少佐：1936年12月1日[236] - 1937年12月1日[237]
3. 磯久研磨 少佐：1937年12月1日[237] - 1938年6月14日[238]
4. 古閑孫太郎 少佐：1938年6月14日[238] - 1938年12月15日[239]
5. 市原千代次 少佐：1938年12月15日[239] - 1939年3月10日[240]
6. （兼）萩尾力 少佐：1939年3月10日[240] - 1939年3月20日[241]
7. 緒方友兄 少佐：1939年3月20日[241] - 1939年11月15日[242]
8. 吉井五郎 少佐：1939年11月15日[242] - 1940年10月15日[43]
9. 吉田正一 少佐/中佐：1940年10月15日[43] - 1943年7月15日[198]
10. 川橋秋文 少佐：1943年7月15日[198] - 1943年7月28日戦死（中佐に昇進）[243]